# 細鼻長頜魚
細鼻長頜魚（学名：Mormyrus tenuirostris），為輻鰭魚綱骨舌魚目象鼻魚科拟长颌鱼属的其中一種，主要分布於非洲肯亞的Athi河流域，體長可達33.2公分。